# Cambuses nord-américaines

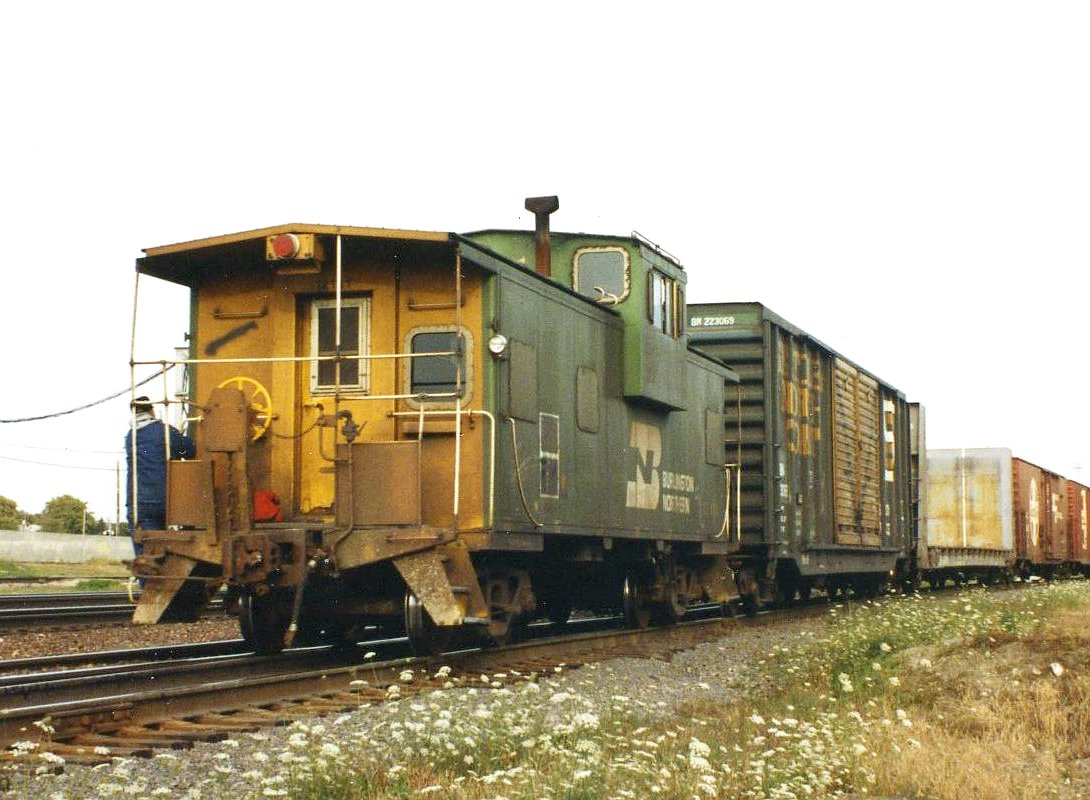
Un Burlington Northern wagon de queue à vision étendue à la fin d'un train en 1993.

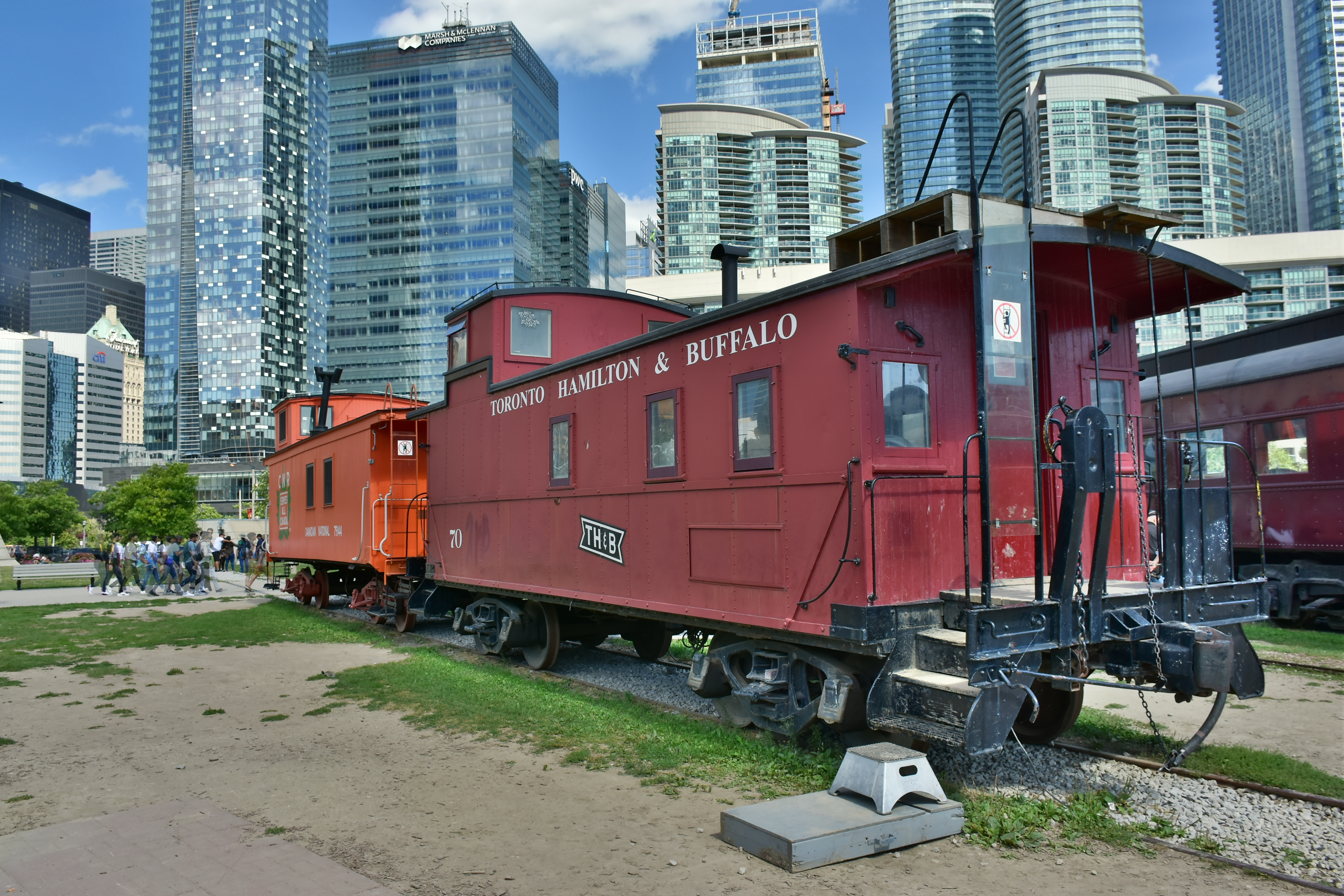
Un wagon de queue préservé de Toronto, Hamilton, & Buffalo exposé au Toronto Railway Museum.

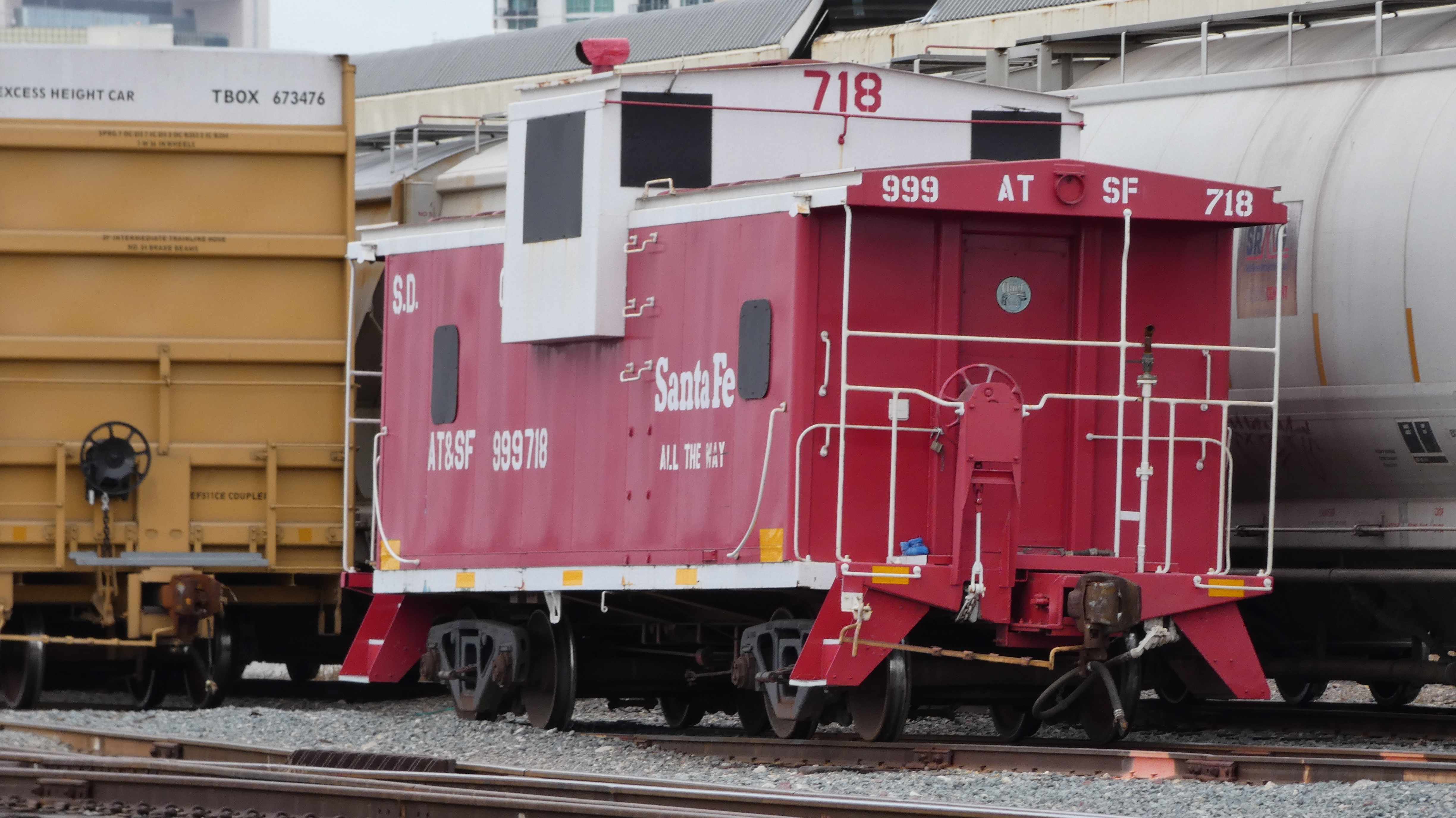
Un ancien caboose de l'ATSF actuellement utilisé par la BNSF comme plate-forme de manœuvre.

Un cambuse, ou fourgon de queue, est un wagon de chemin de fer nord-américain avec équipage, attelé à l'extrémité d'un train de marchandises. Les fourgons de queue servent d'abri aux membres de l'équipage en queue de train, qui étaient autrefois nécessaires pour la commutation et la manœuvre, surveillant les déplacements de charge, les dommages causés à l'équipement et à la cargaison, et la surchauffe des essieux.
À l'origine, il s'agissait de wagons plats équipés d'une cabine de serre-frein ou de wagons couverts modifiés, puis de wagons spécialement construits, avec des saillies au-dessus ou sur les côtés du wagon pour permettre à l'équipe d'observer le train. Le fourgon de queue servait également de bureau pour le chef de train et, sur les longs trajets, comprenait des couchettes et des cuisines.
Un wagon similaire, le fourgon-frein, était utilisé sur les chemins de fer britanniques et du Commonwealth (ce rôle a depuis été remplacé par le crew car en Australie). Sur les trains non équipés de Freins continus, les fourgons de freinage fournissaient un système de freinage supplémentaire et aidaient à maintenir tendus les attelages de chaînes.
Les fourgons de queue étaient utilisés sur tous les trains de marchandises aux États-Unis et au Canada jusque dans les années 1980, lorsque les lois sur la sécurité exigeant la présence de fourgons de queue et d'équipes complètes ont été assouplies. L'un des principaux objectifs du fourgon de queue était d'observer les problèmes à l'arrière du train avant qu'ils ne causent des ennuis. Les détecteurs de défauts et les dispositifs de fin de train en bordure de ligne ont éliminé une grande partie de ce besoin. Les anciens wagons de marchandises étaient équipés de paliers lisses avec des boîtes chaudes pour que les équipes puissent repérer les surchauffes - au fur et à mesure que les voitures de fret les remplacaient par roulement à rouleaux, il y avait également moins de besoin pour les cabooses pour les surveiller. De nos jours, ils ne sont généralement utilisés que pour les trains de maintenance ferroviaire ou les trains de matières dangereuses, comme plate-forme pour l'équipe sur les embranchements industriels lorsqu'il est nécessaire d'effectuer de longs mouvements en marche arrière, ou sur les chemins de fer patrimoniaux et touristiques.

## Types

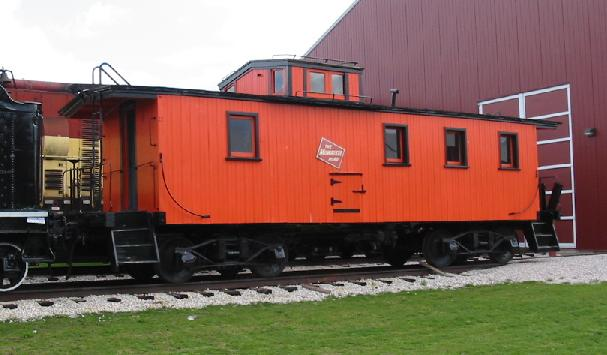
Un fourgon de queue à coupole de la Milwaukee Road au National Railroad Museum des États-Unis.

La forme des wagons de queue a varié au fil des ans, avec des changements apportés à la fois pour refléter les différences de service et les améliorations de la conception. Les types les plus courant :

### Coupole ou "standard"

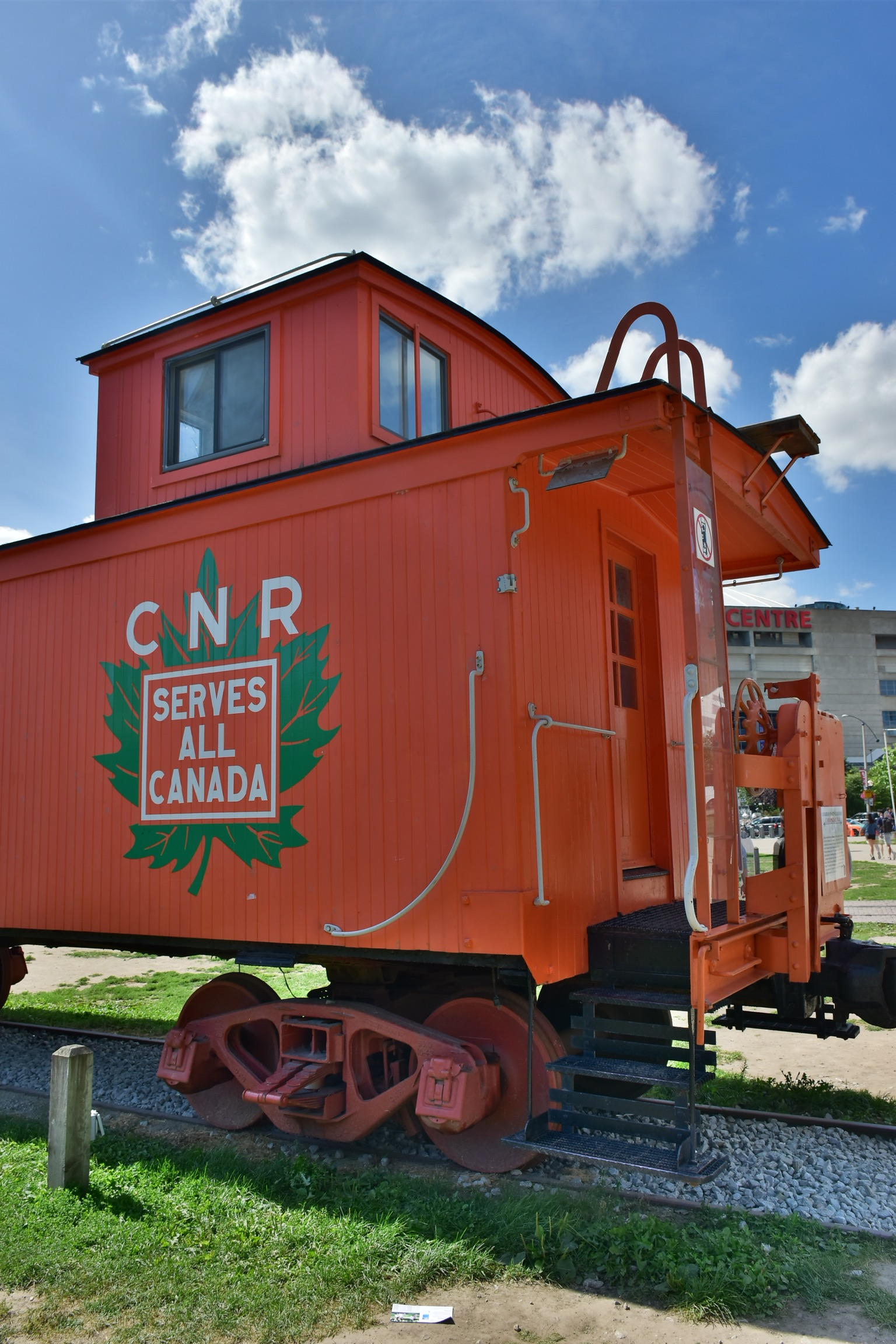
La section de la coupole (projection verticale avec fenêtre) sur un fourgon de queue restauré exposé au Toronto Railway Museum.

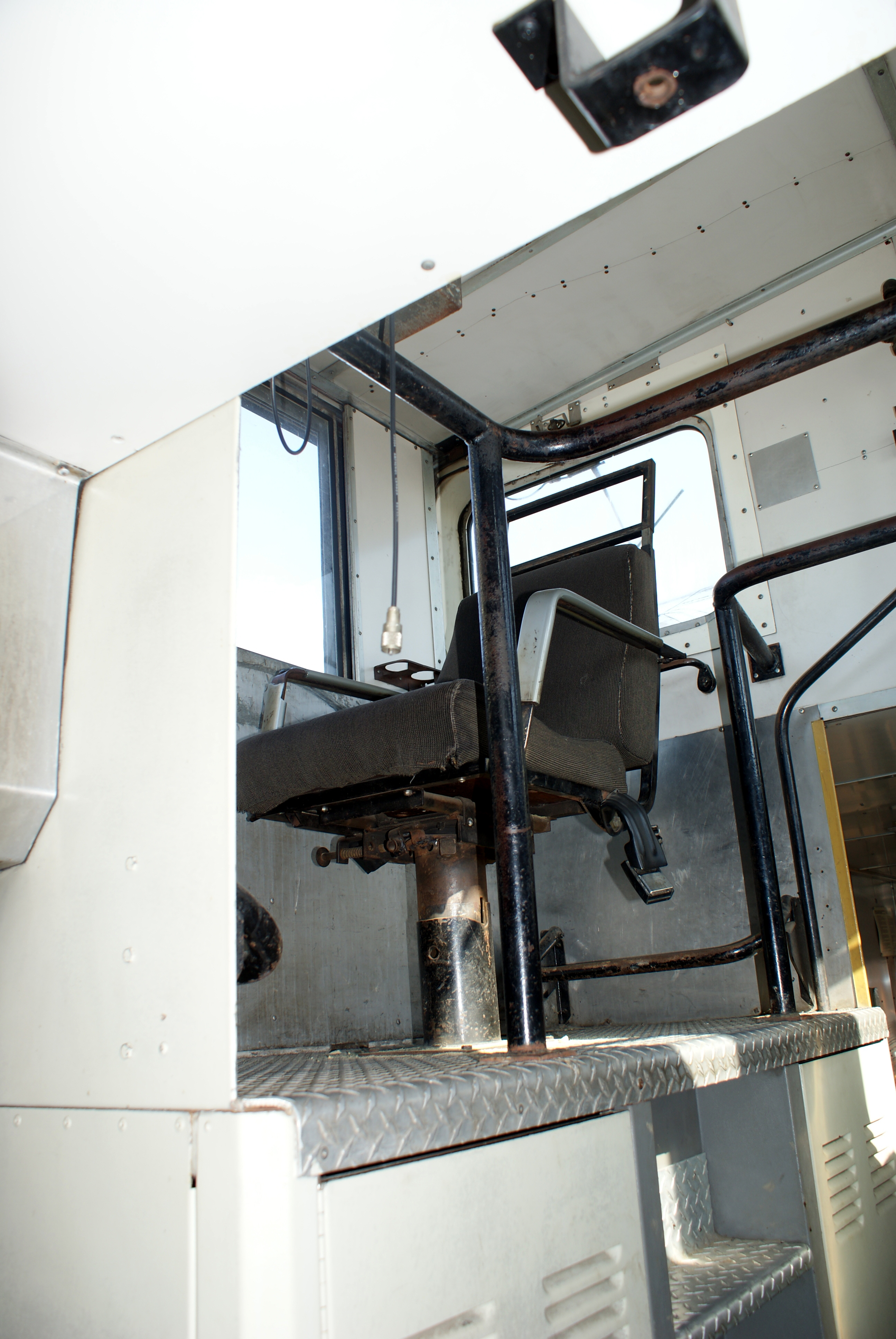
Zone de sièges dans une cambuse à coupole.

La forme la plus courante du fourgon de queue dans les chemins de fer américains comporte une petite saillie vitrée sur le toit, appelée coupole. L'équipage s'assoit sur des sièges surélevés pour inspecter le train de ce point de vue.
L'invention du fourgon de queue à coupole est généralement attribuée à T. B. Watson, conducteur de marchandises sur la Chicago and North Western Railway. En 1898, il écrit :

« Au cours des années 60, j'étais chef de train sur la C&NW. Un jour, à la fin de l'été 1863, j'ai reçu l'ordre de donner mon fourgon de queue au conducteur d'un train de construction et de prendre un wagon couvert vide pour l'utiliser comme fourgon de queue. Il se trouve que le toit de ce wagon était percé d'un trou d'environ deux pieds carrés. J'ai empilé les lampes et les boîtes à outils sous la perforation et je me suis assis la tête et les épaules au-dessus du toit ... (Plus tard) j'ai suggéré de mettre une boîte autour du trou avec une vitre à l'intérieur, afin que je puisse avoir une cabine de pilotage pour m'asseoir et regarder le train. »

La position de la coupole varie. Dans la plupart des wagons de queue des chemins de fer de l'Est, la coupole se trouvait au centre de la voiture, mais la plupart des chemins de fer de l'Ouest préféraient la placer à l'extrémité de la voiture. Certains chefs de train préféraient avoir la coupole à l'avant, d'autres l'aimaient à l'arrière du train, et d'autres encore s'en moquaient. Les chefs de train de l'ATSF pouvaient refuser d'être affectés à un train si leur fourgon de queue n'était pas orienté comme ils le souhaitaient. Il s'agit d'une clause syndicale rare qui peut être utilisée, mais qui n'est pas fréquente.
L'idée classique du "petit fourgon de queue rouge" à la fin de chaque train est née lorsque les fourgons de queue étaient peints en brun rougeâtre ; cependant, certains chemins de fer (UP et NKP, par exemple) peignaient leurs fourgons de queue en jaune ou en rouge et blanc. La plus remarquable est la Santa Fe qui, dans les années 1960, a lancé un programme de reconstruction de ses fourgons de queue dans le cadre duquel les wagons ont été peints en rouge vif avec une croix héraldique de Santa Fe de huit pieds de diamètre inscrite sur chaque côté en jaune. Certains chemins de fer, principalement le Wabash Railway, le Norfolk and Western et l'Illinois Central Gulf, ont également construit ou modernisé des fourgons de queue avec des coupoles aérodynamiques pour améliorer l'aérodynamisme et projeter une image plus moderne.

### Vision étendue
La variante à « vision étendue » se caractérise par une vigie débordant sur les flancs de la cambuse, ce qui permet une vue rasante du côté du train.
Dans la caboose à vision prolongée ou à vision large, les côtés du projet de coupole au-delà du côté de la carrosserie.  Rock Island ont créé certains d'entre eux en reconstruisant certaines cabooses de coupole standard avec des extensions fenêtrées appliquées sur les côtés de la coupole elle-même, mais de loin, le plus grand nombre a tout le compartiment entier agrandie. Ce modèle a été introduit par la Société automobile internationale et a vu le service sur la plupart des chemins de fer américains. La coupole agrandie a permis à l'équipage de voir au-delà du sommet des voitures plus hautes qui ont commencé à apparaître après Seconde Guerre mondiale, et a également augmenté la salle de l'espace de la cupole.
De plus, Monon Railroad a connu un changement unique dans les cambuses à vision prolongée. Ils ont ajouté une baie miniature sur les côtés de la coupole pour améliorer davantage les vues. Cela a créé un look unique pour leur petite flotte. Sept des huit cambuses construites par monon ont été sauvées. L'un a été mis au rebut après un accident dans le Kentucky. Les voitures survivantes sont au Indiana Transportation Museum (opérationnel), Indiana Railway Museum (opérationnel), Kentucky Railway Museum (incendie endommagé) et Bluegrass Railroad Museum (non restauré mais utilisable). Les trois autres sont dans des collections privées.

### Baie vitrée
Ces cambuses ne présentent pas de partie surélevée en toiture, mais un oriel saillant sur chacun des flancs du fourgon (cf. galerie de photo).
Les quelques rares cambuses à deux essieux sont surnommées « bobber ».

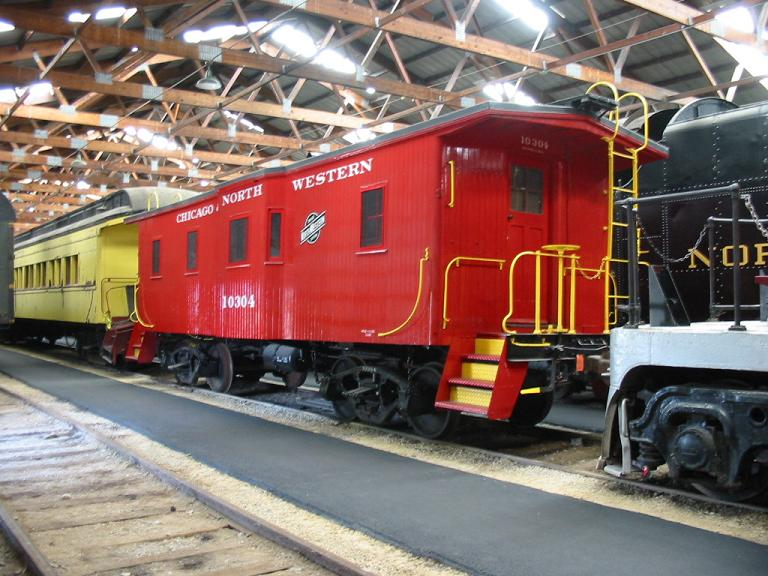
un ancien Chicago and North Western Railway cambuse à baie vitrée au Illinois Railway Museum

Dans une cambuse à baie vitrée, l'équipage surveillant le train se trouve au milieu de la voiture dans une section de mur qui projette du côté de la cambuse. Les fenêtres installées dans ces murs étendus ressemblent à des baies vitrées, de sorte que le type de cambuse est appelé une cambuse des baies vitrées. Ce type a offert une meilleure vue du côté du train et a éliminé la chute du risque de la coupole. [citation nécessaire] Il aurait été utilisé pour la première fois sur le Akron, Canton et Youngstown Railroad  en 1923, mais est particulièrement associé à la Baltimore et Ohio Railroad, qui a construit toutes ses cambuses dans cette conception à partir d'un modèle expérimental en 1930. La baie vitrée a gagné service avec de nombreux chemins de fer car il a éliminé le besoin Pour des dégagements supplémentaires dans les tunnels et les viaducs.
Sur la côte ouest, le  Milwaukee Road et le Northern Pacific Railway ont utilisé ces voitures, convertissant plus de 900 cambuses de toit aux baies vitrées à la fin des années 1930. <fEF> « Cambuse obtient une baie vitrée à la place de Cupola familière », Mécanique populaire, Hearst Magazines,‎ août 1937 (lire en ligne, consulté le 22 août 2017) </FEF>des Milwaukee Road cambuses à baie vitrée  sont conservés à New Lisbonne, Wisconsin, les Illinois Railway Museum, le Mt. Rainier Scenic Railroad et Cedarburg, Wisconsin, entre autres.
Le Western Pacific Railroad a été un premier à adopter le type, construisant leurs propres voitures de baie vitrée à partir de 1942 et acquérir ce style exclusivement à partir de ce moment-là. De nombreuses autres routes ont exploité ce type, y compris le Southern Pacific Railroad, St. Louis - San Francisco Railway, Katy Railroad, Kansas City Southern Railway, le Southern Railway, et New York Central Railroad.
Au Royaume-Uni, les fourgons de frein sont généralement de cette conception de base: la baie vitrée est connue comme un belvédère ou un canard.

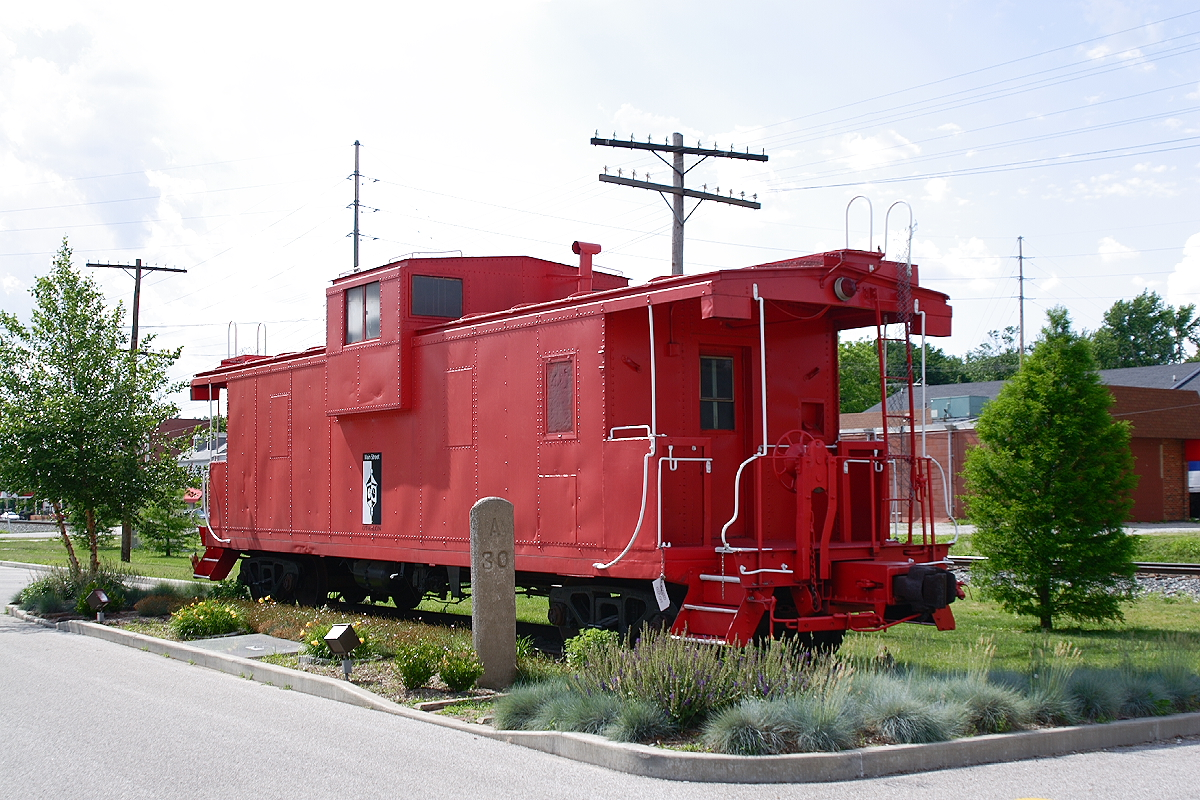
Une cambuse de vision étendu sur l'affichage statique dans O'Fallon, Illinois

Toutes les cambuses disposent de plateformes d'extrémité ouvertes.

## Étymologie

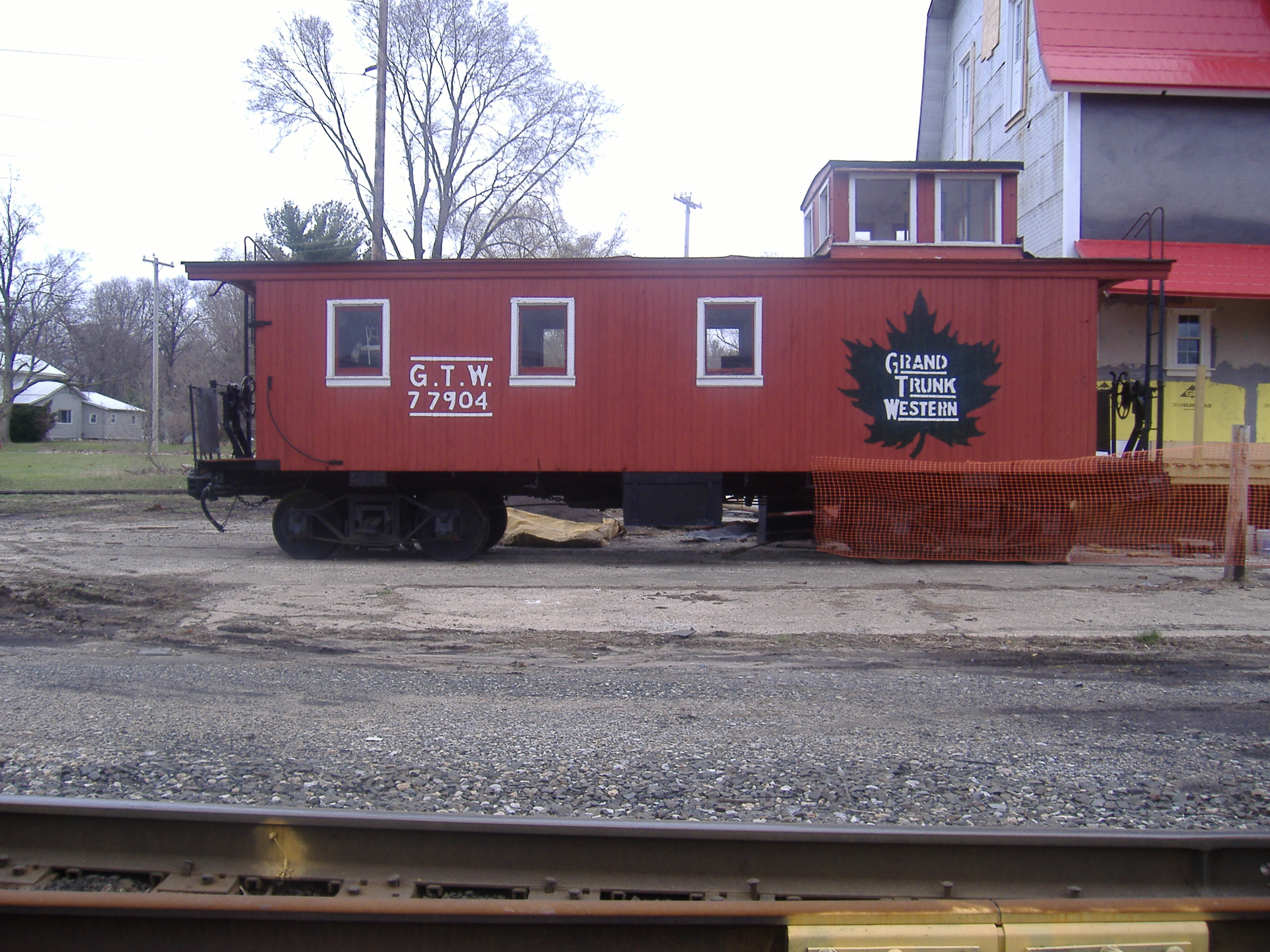
Un caboose en bois à la retraite du Grand Trunk Western Railroad

L'historien des chemins de fer David L. Joslyn (un dessinateur à la retraite de la Southern Pacific Railroad) a retracé la racine possible du mot "caboose" jusqu'au mot obsolète "Kabuse", une petite cabine érigée sur le pont principal d'un navire à voile,,. Ceci a été absorbé dans le Moyen néerlandais et est entré dans la langue néerlandaise vers 1747 sous le nom de kabhuis, le compartiment sur le pont principal d'un navire dans lequel les repas étaient préparés. En néerlandais moderne, kombuis est équivalent à galley.
Les registres navals du dix-huitième siècle Français font également référence à une cambose ou camboose, qui décrivait à la fois la cabine de préparation des aliments sur le pont principal d'un navire et son poêle. Camboose est peut-être entré en anglais par l'intermédiaire de marins américains qui étaient entrés en contact avec leurs alliés français pendant la Révolution américaine. Il était déjà utilisé dans la terminologie navale américaine lors de la construction, en 1797, du USS Constitution, dont le fourneau à bois pour la préparation des repas est connu sous le nom de camboose. En français moderne, cambuse peut désigner à la fois la réserve d'un navire et le wagon nord-américain.
Camboose comme cabane de cuisinier a été utilisé en anglais au moins en 1805, quand il a été utilisé dans un article du New York Chronicle cité dans le New English Dictionary décrivant un naufrage Nouvelle-Angleterre, qui a rapporté que "[Survivant] William Duncan a dérivé à bord du canboose  [sic]. " Comme les premiers caboons de chemin de fer étaient des cabanes en bois érigées sur des wagons plats dès les années 1830, ils auraient ressemblé à la cabane du cuisinier sur le pont d'un navire.
La première mention imprimée connue du terme "caboose" utilisé pour décrire le wagon est apparue en 1859 dans des documents judiciaires en relation avec un procès intenté contre le New York and Harlem Railway.
Le pluriel le plus courant de caboose est " cabooses ",.

## Historique

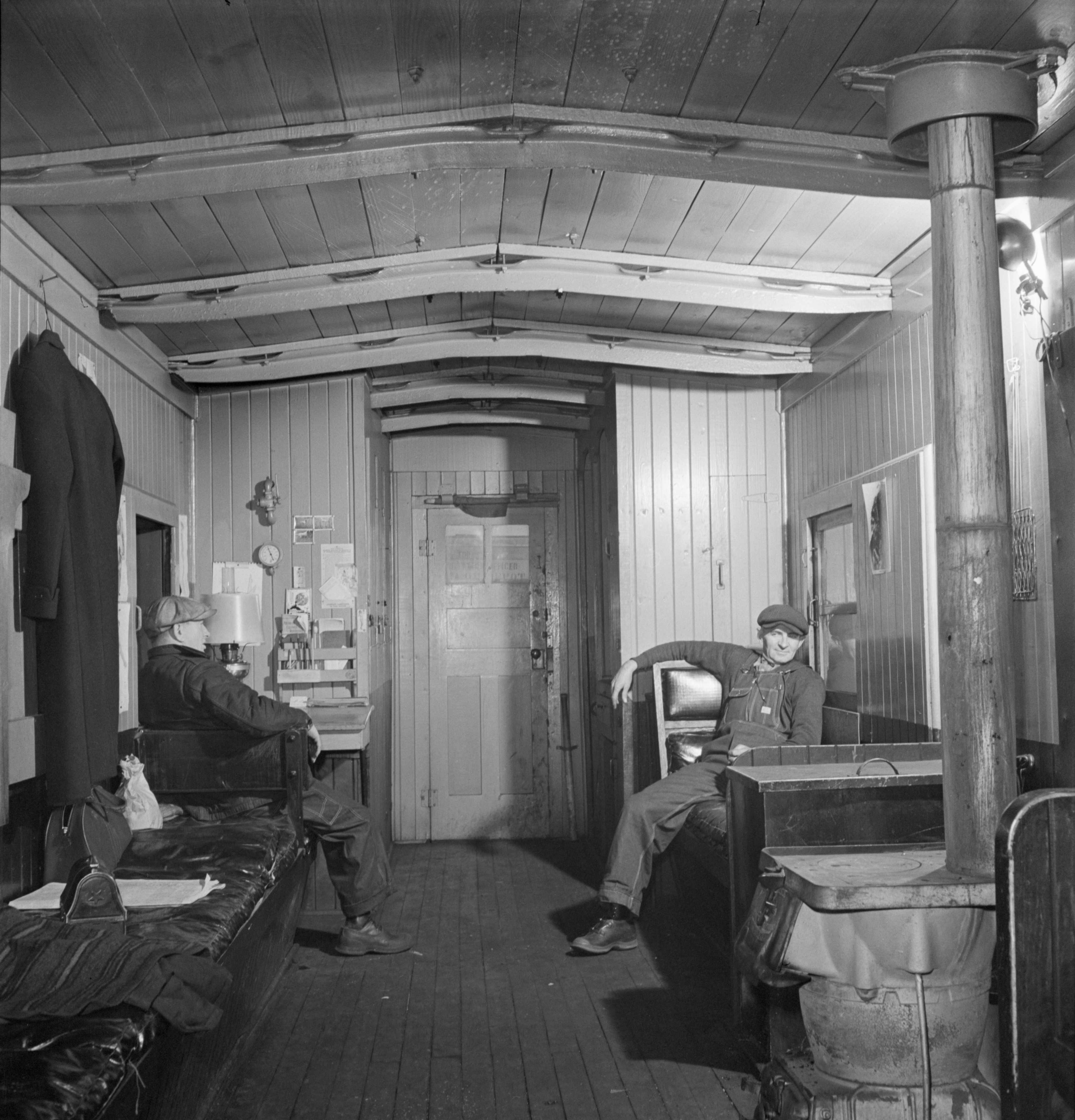
L'intérieur d'un fourgon de queue de l'Indiana Harbor Belt Railroad en 1943.

L'utilisation des fourgons de queue a commencé dans les années 1830, lorsque les chemins de fer logeaient les agents de train dans des cabanes construites sur des wagons couverts (boxcar) ou des wagons plats (flatcar (en)). Le fourgon de queue offrait à l'équipe de train un abri à l'arrière du train. L'équipe pouvait sortir du train pour effectuer des manœuvres ou pour protéger l'arrière du train lorsqu'il était à l'arrêt. Elle inspectait également le train pour détecter les problèmes tels que les déplacements de charges, les équipements cassés ou traînants, et les boîtes chaudes (roulements d'essieu surchauffés, un risque sérieux d'incendie et de déraillement). Le chef de train tenait des registres et traitait les affaires à partir d'une table ou d'un bureau dans le fourgon de queue. Pour les longs trajets, le fourgon de queue offrait un minimum d'espace de vie et était souvent personnalisé et décoré de photos et d'affiches.
Les premiers wagons de queue n'étaient rien d'autre que des wagons plats sur lesquels étaient érigées de petites cabines, ou des wagons couverts modifiés. La forme standard du fourgon de queue américain comportait une plate-forme à chaque extrémité, avec des barres d'appui incurvées pour faciliter la montée des membres de l'équipe de train dans un train en marche. Un fourgon de queue était équipé de lumières rouges appelées "markers" pour permettre de voir l'arrière du train la nuit. C'est ce qui a donné naissance à l'expression "amener les balises" pour désigner le dernier wagon d'un train. Ces feux étaient officiellement ce qui faisait d'un train un "train", et étaient à l'origine éclairés par des lampes à huile. Avec l'avènement de l'électricité, les versions ultérieures du fourgon de queue ont incorporé un générateur électrique entraîné par des courroies couplées à l'un des essieux, qui chargeait une batterie d'accumulateurs au plomb-acide lorsque le train était en mouvement. L'ajout de la coupole, un poste d'observation au sommet du wagon, a été introduit en 1863.
À l'origine, le charbon ou le bois servait à alimenter un poêle en fonte pour se chauffer et cuisiner, avant d'être remplacé par un chauffage au kérosène. Aujourd'hui rares, les anciens poêles se reconnaissent à plusieurs caractéristiques essentielles. Ils n'avaient pas de pieds, étaient boulonnés directement au plancher et comportaient un rebord sur la surface supérieure pour empêcher les casseroles et les cafetières de glisser. Ils étaient également dotés d'une porte à double verrouillage, afin d'éviter que les charbons chauds ne se déversent accidentellement en raison du mouvement de balancier du fourgon de queue.
Les fourgons de queue sont des équipements non payants et étaient souvent improvisés ou conservés bien au-delà de la durée de vie normale d'un wagon de marchandises. Sur de nombreuses lignes, la tradition voulait que le fourgon de queue soit peint en rouge vif, bien que la pratique se soit finalement imposée de le peindre dans les mêmes couleurs que les locomotives. La Kansas City Southern Railway avait la particularité d'acheter des fourgons de queue avec une caisse en acier inoxydable et n'était donc pas obligée de les peindre.

### Déclin
En Amérique du Nord, les cambuses ont disparu dans le courant des années 1980 ; quelques-uns sont cependant encore utilisés pour certains types de manœuvres

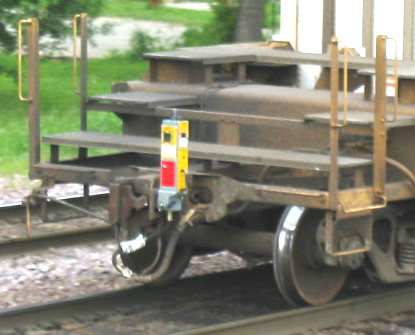
Un dispositif de queue de train sur un train en 2005

Jusque dans les années 1980, les lois aux États-Unis et au Canada exigeaient que tous les trains de marchandises aient un fourgon de queue et un équipage complet, pour des raisons de sécurité. La technologie a fini par progresser à un point tel que les chemins de fer, soucieux d'économiser de l'argent en réduisant le nombre de membres d'équipage, ont déclaré que les fourgons de queue n'étaient plus nécessaires.
Les nouvelles locomotives diesel sont dotées de grandes cabines qui peuvent accueillir des équipes entières. Des répartiteurs éloignés contrôlent les aiguillages, ce qui élimine la nécessité d'actionner manuellement les aiguillages après le passage des trains. L'amélioration de la signalisation a éliminé la nécessité de protéger l'arrière d'un train arrêté. Les roulements ont été améliorés et lineside detectors ont été utilisés pour détecter les boîtes chaudes, qui devenaient elles-mêmes plus rares, de plus en plus de wagons de marchandises étant équipés de roulements à rouleaux. Des wagons mieux conçus évitaient les problèmes liés aux charges, ce qui contribuait également à l'amélioration de la situation. Les chemins de fer affirmaient également qu'un fourgon de queue était un endroit dangereux, car les coups de frein pouvaient projeter l'équipage de sa place et même déloger des équipements lourds.
Les chemins de fer ont proposé le dispositif de queue de train (EOT ou ETD), communément appelé FRED (dispositif clignotant de queue), comme alternative. Un ETD pouvait être attaché à l'arrière du train pour détecter la pression des freins à air du train et signaler tout problème à la locomotive par télémétrie . L'ETD détecte également les mouvements du train au moment du démarrage et transmet cette information par radio aux mécaniciens afin qu'ils sachent que tout le mou est sorti des attelages et qu'une puissance supplémentaire peut être appliquée. Les machines sont également équipées de feux rouges clignotants pour avertir les trains suivants qu'un train les précède. Avec l'introduction de l'ETD, le chef de train est passé à l'avant du train avec le mécanicien.
En 1982, un conseil présidentiel d'urgence convoqué en vertu de la loi sur le travail dans les chemins de fer (Railway Labor Act) a ordonné aux chemins de fer américains de commencer à éliminer les wagons de queue lorsque cela était possible. Une exception légale était l'État de Virginie, qui avait une loi de 1911 imposant la présence de wagons de queue à l'extrémité des trains, jusqu'à l'abrogation finale de la loi en 1988. Cette exception mise à part, d'année en année, les fourgons de queue ont commencé à disparaître. Très peu de wagons de queue sont encore en service aujourd'hui, bien qu'ils soient encore utilisés pour certains trains locaux où il est pratique d'avoir un serre-frein en queue de train pour actionner les aiguillages, lors de longs mouvements de marche arrière, et sont également utilisés sur les trains transportant des matières dangereuses.
CSX Transportation est l'un des rares chemins de fer de classe 1 à conserver un parc de wagons de queue modifiés pour un usage régulier. Employés comme "plates-formes de poussage" à l'arrière des trains de marchandises locaux qui doivent effectuer de longues marches arrière ou des manœuvres lourdes, il s'agit généralement de caboïers à baies reconstruits dont les portes de cabine sont soudées (ce qui permet à l'équipe de travailler depuis la plate-forme arrière). La BNSF entretient également un parc d'anciens fourgons de queue à grande visibilité dans un but similaire et, en 2013, a commencé à repeindre certains d'entre eux dans des schémas de peinture patrimoniaux des chemins de fer prédécesseurs de la BNSF.

## Galerie

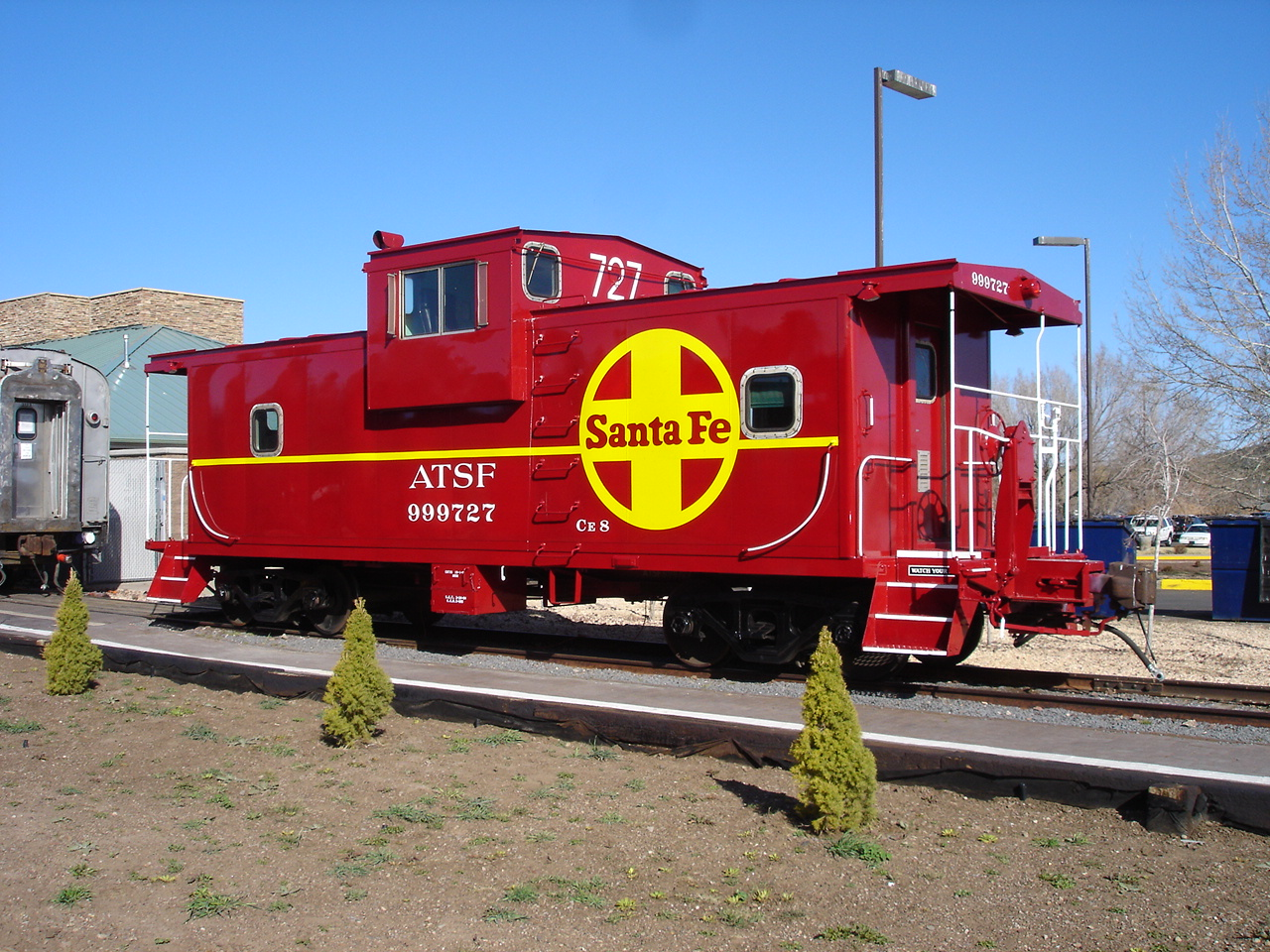
Cambuse ATSF 999727 exposée à la gare de Williams, Arizona, États-Unis.
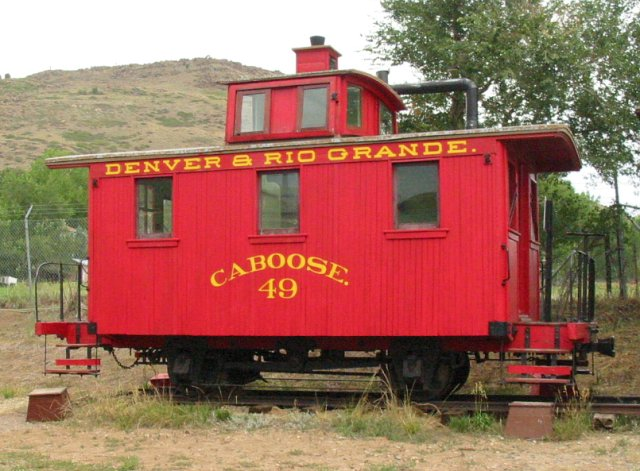
Une cambuse cupola « bobber » à 2 essieux au Colorado Railroad Museum, Golden, Colorado.
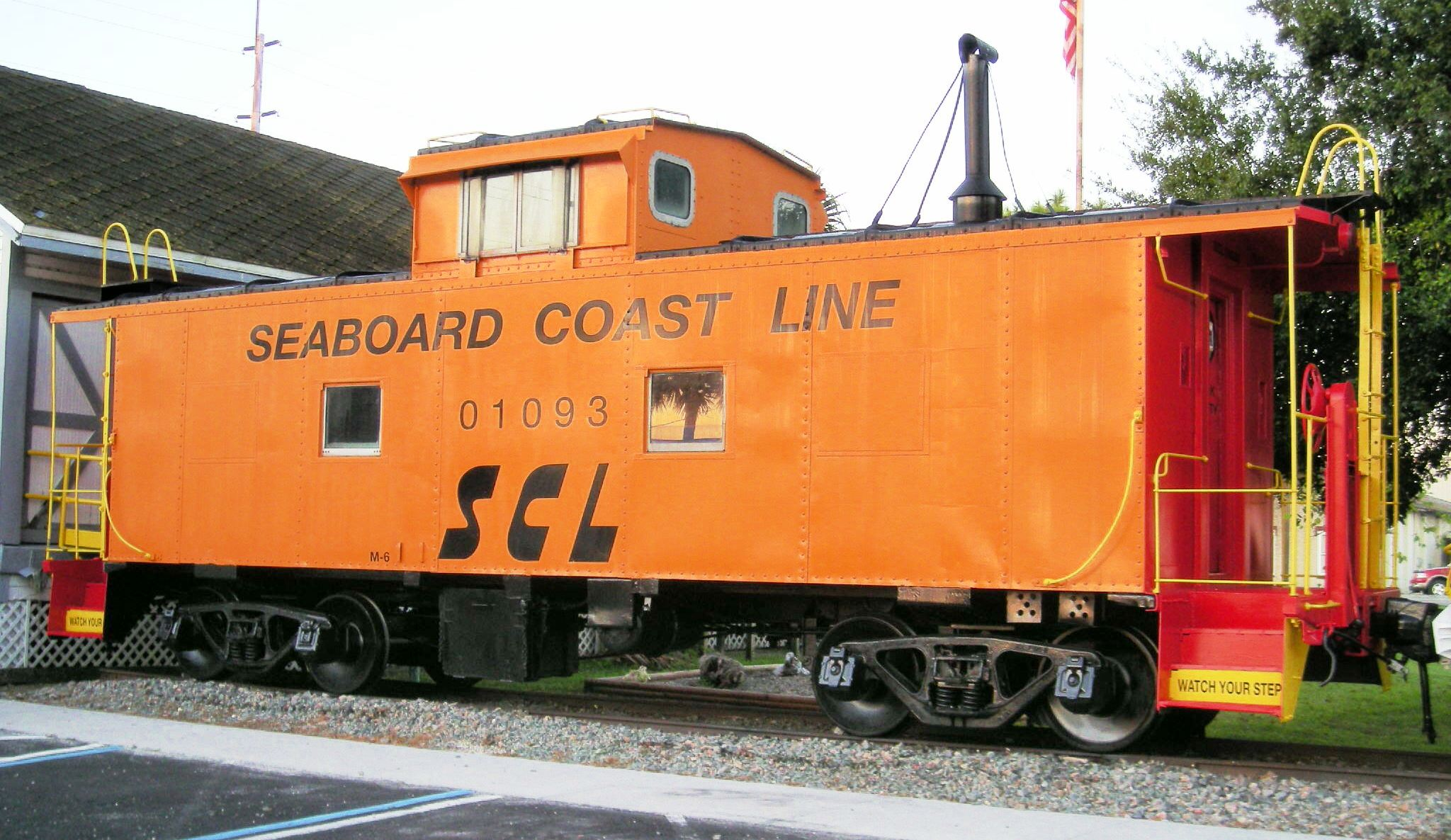
Cambuse classe M-6 du Seaboard Coast Line Railroad exposée au Mulberry Phosphate Museum, Mulberry, Floride.
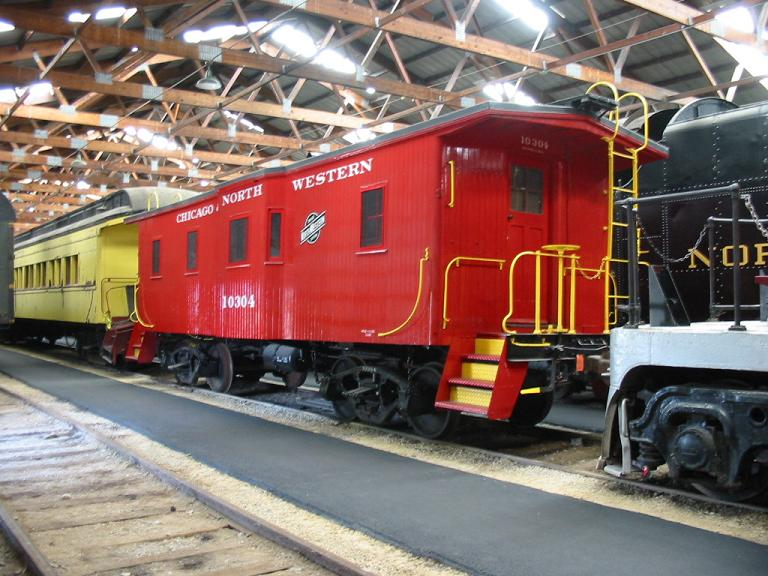
Une cambuse « bay window » (à oriels) au musée du chemin de fer de l'Illinois.
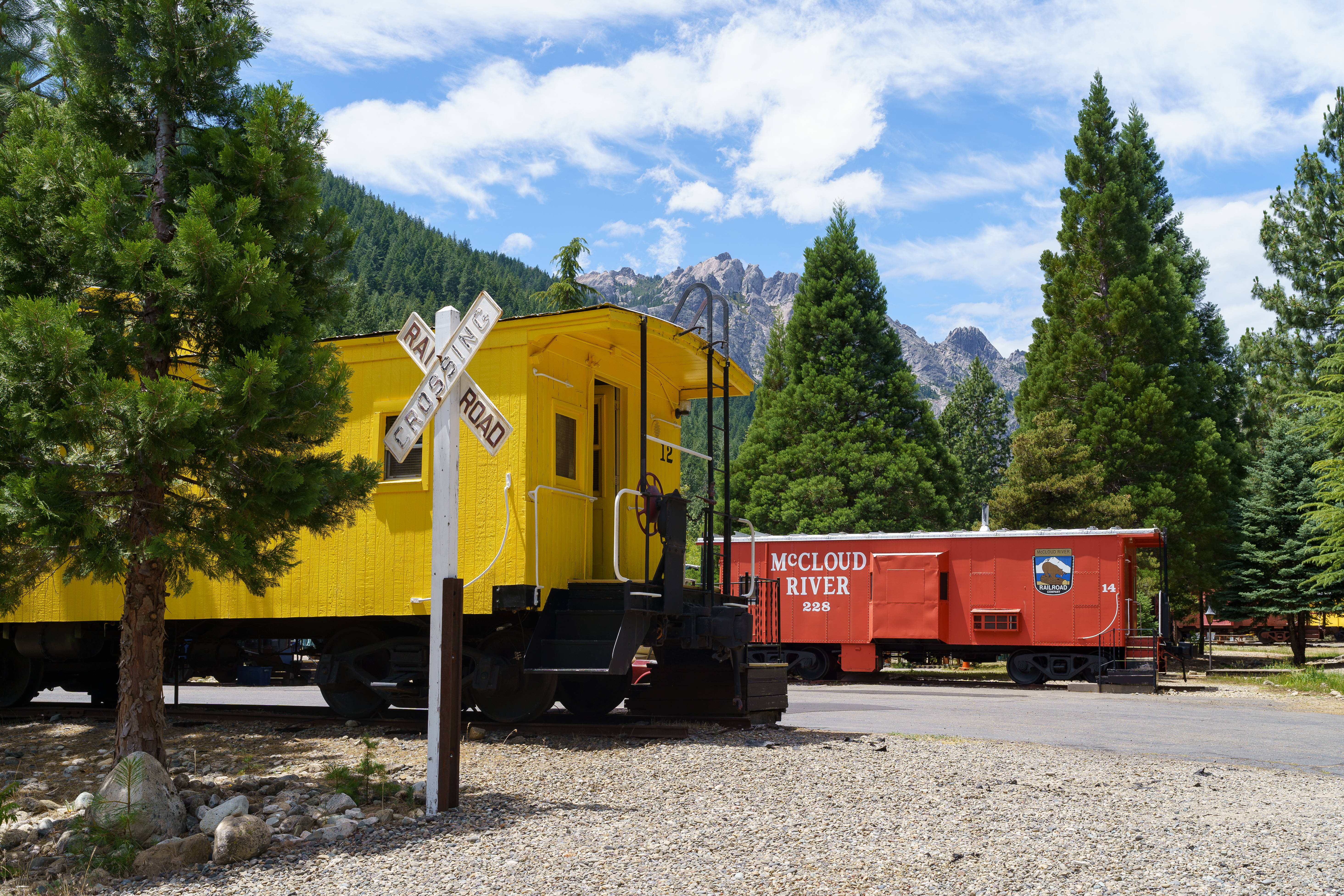
Un hôtel où les chambres sont des fourgons-freins, à Dunsmuir en Californie. Juin 2021.